# The Con Artist
The Con Artist é um filme canadense de 2010, do gênero comédia, dirigido por Risa Bramon Garcia, com roteiro de Michael Melski e Collin Friesen. 
O filme foi lançado diretamente em DVD nos Estados Unidos em junho de 2011. No Brasil, o DVD será lançado em novembro de 2011.

## Produção
O filme se chamava originalmente The Love Child of Andy Warhol and Yoko Ono, mas, ao começo das filmagens, o título foi diminuído para apenas The Love Child. Após ser escalado para viver o protagonista, Rossif Sutherland mostrou o roteiro para o seu pai, Donald Sutherland, que gostou do filme e também entrou para o elenco. As filmagens principais foram de abril até final de julho de 2009. Em novembro de 2009, o título do filme mudou para The Steal Artist. Em janeiro de 2010, o filme mudou para o título oficial The Con Artist.
As companhias de produção do filme são a Myriad Pictures e Alcina Pictures, em associação com Telefilm Canada, Ontario Media Development Corpo e Harold Greenberg Fund.

## Elenco
- Rossif Sutherland como Vince
- Sarah Roemer como Kristen
- Rebecca Romijn como Belinda
- Donald Sutherland como Kranski